# 约瑟夫·马里·雅卡尔

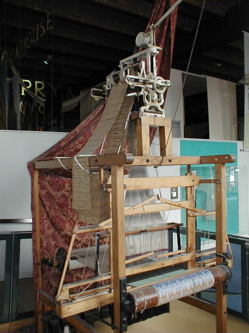
英国曼切斯特自然与工业博物馆里陈列的雅卡尔织布机

约瑟夫·马里·雅卡尔（法語：Joseph Marie Jacquard，1752年6月7日—1834年8月7日），法国发明家，设计出人类历史上首台可设计织布机——雅卡尔织布机，对将来发展出其他可编程机器（例如计算机）起了重要作用。